# W19
Pour les articles homonymes, voir W19 (homonymie).
La W19 était un obus atomique américain tiré depuis un obusier de 11 pouces. Elle est dérivée de la W9 et la W23 en est dérivée.

## Description
La W19 avait un diamètre de 11 pouces (280 mm), mesurait 54 pouces de long et pesait 600 livres.
Elle produisait une puissance explosive se situant entre 15 kt et 20 kt. 
Elle a été en service de 1955 à 1963 comme munition pour l'obusier M65 Atomic Cannon.
Comme pour la W9, la masse critique était obtenue en projetant un cylindre creux sur un cylindre plein, les deux s'emboîtant parfaitement lorsque réunis.

## W23
La W19 a été adaptée aux canons embarqués de 16 pouces (406 mm) des quatre cuirassés de la classe Iowa de l'US Navy. Nommées W23, leur production a débuté en 1956 et ont été en service jusqu'en octobre 1962 : 50 obus Mk23 Katie au total ont été fabriqués. Un a été utilisé lors de l'opération Plowshare (l'utilisation pacifique d'engins explosifs nucléaires).
La W23 avait un diamètre de 16 pouces (406 mm) et mesurait 64 pouces (160 cm) de long. Son poids était soit de 1 500, soit de 1 900 livres selon différentes sources. 
Tout comme la W9, sa puissance explosive se situait entre 15 kt et 20 kt.
L'USS New Jersey et l'USS Wisconsin ont été modifiés pour les tirer. Le magasin de la tourelle II de ces navires a été aménagé pour disposer d'une zone de stockage sécurisée pour dix Mk-23 Katie et neuf obus d'entraînement Mark 24. Le Wisconsin a tiré un obus d'entraînement en 1957.